# Human Genome Organisation
Die Human Genome Organisation (HUGO) hatte sich zum Ziel gemacht, das menschliche Erbgut kartografisch vollständig festzuhalten. Die Forschungsarbeit wurde im Rahmen des Humangenomprojekts (Human Genome Project) durchgeführt.
Im Jahr 2000 lag eine erste „vollständige“ Arbeitsversion des menschlichen Erbguts vor. 2003 wurde dann endgültig die Fertigstellung im Rahmen der angelegten Maßstäbe verkündet.
Mit dem Chromosom 1 wurde 2005/2006 das letzte der 23 menschlichen Chromosomenpaare sehr genau analysiert. Durch über 160 Wissenschaftler aus Großbritannien und den Vereinigten Staaten wurden die Sequenzdaten in der Ausgabe 441 der Fachzeitschrift Nature  publiziert.